# Elinor Wonders Why
Elinor Wonders Why ist eine kanadisch-US-amerikanische Fernsehserie. Die Erstausstrahlung erfolgte am 7. September 2020 auf PBS Kids (USA) sowie Children’s Independent Television.

## Handlung
Die Show zum Thema Erkundung ermutigt Kinder, ihrer Neugier zu folgen, Fragen zu stellen, wenn sie nicht verstehen, und mithilfe wissenschaftlicher Fragestellungen Antworten zu finden. Die Hauptfigur Elinor, das aufmerksamste und neugierigste Häschen in Animal Town nördlich von Natural Forest, CA, führt Kinder im Alter von 3 bis 5 Jahren durch Abenteuer mit ihren Freunden Olive und Ari in Wissenschaft, Natur und Gemeinschaft ein. Jede Episode enthält zwei 11-minütige animierte Geschichten sowie interstitielle Inhalte, in denen Elinor und ihre Klassenkameraden entweder Señor Tapir über berühmte Naturforscher singen oder Frau Mole Geschichten lesen.

## Produktion
Die Serie entstand bei „Pipeline Studios“ und der „Shoe Ink“.

## Synchronisation
| Rolle         | Originalsprecher  |
| ------------- | ----------------- |
| Elinor        | Markeda McKay     |
| Olive         | Maria Nash        |
| Ari           | Wyatt White       |
| Ranger Rabbit | Lisette St. Louis |
| Mrs. Rabbit   | Colin Doyle       |
| Mrs. Mole     | Shoshana Sperling |